# Palimpsesto (álbum)
Palimpsesto es el décimo noveno álbum de la banda chilena Inti-Illimani, publicado originalmente en 1981, que contiene algunas de sus canciones más emblemáticas, como "El mercado de Testaccio", "Un son para Portinarí" y el tema que le da título al disco, musicalización de Horacio Salinas desarrollada a partir de un poema de Patricio Manns.
El álbum fue grabado y lanzado en Italia en la primavera de 1981, durante el exilio de la banda, en el contexto de la dictadura militar que gobernaba Chile en dichos años.

## Lista de canciones
| Lado A |                                          |                             |                               |          |  |
| N.º    | Título                                   | Escritor(es)                | Notas                         | Duración |  |
| 1.     | «El Mercado de Testaccio» (Instrumental) | Horacio Salinas             |                               | 4:05     |  |
| 2.     | «Un son para Portinarí»                  | Nicolás Guillén, H. Salinas |                               | 3:25     |  |
| 3.     | «La fiesta de La Tirana» (Instrumental)  | Popular chilena             |                               | 3:16     |  |
| 4.     | «Palimpsesto»                            | Patricio Manns, H. Salinas  | Dedicado a Joan Manuel Serrat | 3:54     |  |
| 5.     | «Una finestra aperta»                    | José Seves, H. Salinas      |                               | 4:03     |  |

| Lado B |                                 |                              |                                  |          |  |
| N.º    | Título                          | Escritor(es)                 | Notas                            | Duración |  |
| 1.     | «Danza» (Instrumental)          | H. Salinas                   |                                  | 6:24     |  |
| 2.     | «La pajita»                     | Gabriela Mistral, H. Salinas |                                  | 2:31     |  |
| 3.     | «Un hombre en general»          | P. Manns, J. Seves           | Dedicado a Augusto César Sandino | 4:19     |  |
| 4.     | «Tonada y banda» (Instrumental) | Jorge Coulón, H. Salinas     |                                  | 4:14     |  |

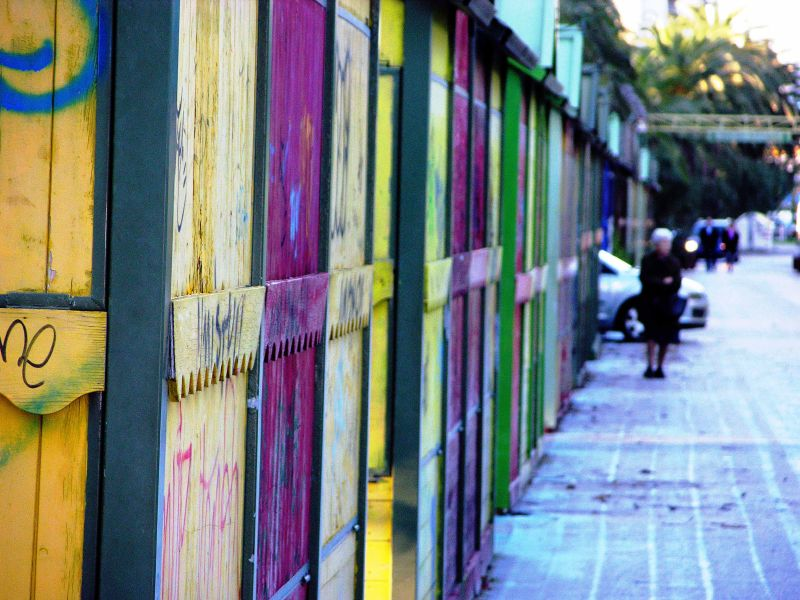
El Mercado de Testaccio sobre el cual se basó la canción que lleva su nombre.

- Nota: La primera parte de "Tonada y Banda" se regrabó como "Tonada", con letra de Coulón, en el disco Pequeño mundo de Inti-Illimani Nuevo del año 2006.

## Créditos
Músicos
- Max Berrú
- Jorge Coulón
- Marcelo Coulón
- Horacio Durán
- Horacio Salinas
- José Seves

Invitados
- Susanne Bauer: Piano en "Palimpsesto".
- Franco Goldani: Bandoneón en "Un son para Portinarí", Arreglos y dirección orquestal en "Palimpsesto" y "Tonada y Banda".